# Arnold Bonnus
Arnold Bonnus (* 1542 in Lübeck; † 16. Januar 1599 ebenda) war ein Jurist und Bürgermeister der Hansestadt Lübeck.

## Leben
Arnold Bonnus war Sohn des bereits 1548 verstorbenen ersten Lübecker Superintendenten Hermann Bonnus. Beim Tod des Vaters nahm sich der Bürgermeister Anton von Stiten der schwangeren Witwe und der sechs Kinder an. Gemeinsam mit seinem Bruder Hermann nahm Arnold Bonnus im Oktober 1556 sein Studium der Rechtswissenschaften an der Universität Rostock auf. 1572 wurde er Ratssekretär in Lübeck. 1578 wurde er in den Rat der Stadt gewählt und 1594 zum Bürgermeister bestimmt. Als Bürgermeister nahm er 1595–99 die Aufgaben des Kämmereiherrn war. Nach Außen vertrat er die Stadt als Gesandter 1579 in Schifffahrtsangelegenheiten in Schweden, 1596 bei den Krönungsfeierlichkeiten von König Christian IV. von Dänemark und ein weiteres Mal 1598 in Kopenhagen. Er war Herausgeber zweier nachgelassener Schriften seines Vaters, der Enarrationes, einer Reihe von Predigten zu Episteltexten, und der Institutiones, einer Anleitung zum Gebet, und besorgte die Neuauflage von dessen Farrago. Das seiner Meinung nach beste Werk seines Vaters, eine fortlaufende Erklärung über alle Bücher des Alten Testaments, war leider verloren gegangen. Noch nach sechs Jahren gab Arnold Bonnus die Hoffnung nicht auf, es wiederzuerlangen, drohte aber zugleich allen, die es ohne seine Zustimmung oder unter Verschweigung des Namens seines Vaters drucken ließen, mit rechtlicher Verfolgung. Eine Reise, die er zur Erlangung des verloren gegangenen Manuskripts nach Basel unternommen hatte, war leider ohne den gewünschten Erfolg geblieben. Daneben trat er als Verfasser von Gelegenheitswerken hervor, von denen ein Gedicht zum Johannistag im Katalog der Königsberger Bibliothek erwähnt ist.
Bonnus war mit Katharina Kuneke verheiratet, einer Tochter des Joachim Kuneke, und bewohnte in Lübeck das Haus Große Petersgrube 25. Er wurde in der Petrikirche bestattet, wo sein Epitaph nicht erhalten und seine beschriebene Grabplatte nicht mehr nachweisbar ist. Seine Tochter Magdalene heiratete den Bürgermeister Lorenz Möller.

## Werke
- (Hrsg.) ENARRATIONES || SVCCINCTAE ET ERV-||ditae locorum insignium,|| Praesertim è Paulinis & aliorum Apostolorum || epistolis desumptorum, quae singulis die=||bus Dominicis proponi solent:|| A ̀|| … HERMANNO BONNO,|| Ecclesiae Lubecensis Superintendente … || Eiusdem de ORATIONE uera & || Christiana Liber. Basel 1571 (VD16 B 6628. VD16 B 6633)
- (Hrsg.) Institutiones de modo et ratione orandi. Basel 1574
- (Hrsg.)  FARRAGO || PRAECIPVORVM || EXEMPLORVM DE || APOSTOLIS, MARTYRIBVS,|| Episcopis, et Sanctis Patribus veteris Ecclesiae,|| qui … || Christianae religioni fideliter patrocinati || sunt … || Per || HERMANNVM BON=||NVM, QVONDAM ECCLESIAE || LVBECENSIS SVPERINTENDEN-||tem … || collecta.|| ... Rostock 1579 (VD16 B 6632)